# Arrhopalites sericus
Arrhopalites sericus is een springstaartensoort uit de familie van de Arrhopalitidae. De wetenschappelijke naam van de soort is voor het eerst geldig gepubliceerd in 1947 door Gisin.